# Uruguay i olympiska sommarspelen 1996
Uruguay deltog i de olympiska sommarspelen 1996 med en trupp bestående av 14 deltagare, men ingen av landets deltagare erövrade någon medalj.

## Cykling
Bana
Herrarnas poänglopp
- Milton Wynants
  - Final — 6 points (→ 11:e plats)

Herrarnas linjelopp
- Gregorio Bare
- Ricardo Guedes

## Friidrott
Herrarnas maraton
- Waldemar Cotelo — 2:28.50 (→ 79:e plats)

Herrarnas 3 000 meter hinder
- Ricardo Vera
  - Heat — 8:40.78 (→ gick inte vidare)

## Judo
Herrarnas halv lättvikt (-65 kg)
- Jorge Steffano

Herrarnas halv tungvikt (-95 kg)
- Willian Bouza

## Segling
Herrarnas finnjolle
- Ricardo Fabini

Herrarnas mistral
- Andrés Isola

## Simhopp
Damernas 10 m
- Ana Carolina Itzaina
  - Kval — 191,40 (→ gick inte vidare, 30:e plats)

## Tennis
Herrsingel
- Marcelo Filippini
  - Första omgången — Vann över Luis Morejon (Ecuador) 6-7 7-5 6-1
  - Andra omgången — Förlorade mot Renzo Furlan (Italien) 7-5 6-2